# Freur
Freur est un groupe de new wave britannique, originaire de Cardiff, au pays de Galles. Ils signent sur CBS Records et enregistrent deux albums studio, dans la veine pop-new wave. Le single Doot-Doot est le seul morceau du groupe à se classer dans les hit parades nationaux. Freur se sépare en 1986. L'année suivante, les membres fondateurs Karl Hyde et Rick Smith forment Underworld.

## Biographie
Rick Smith et Karl Hyde se rencontrent à Cardiff où ils font leurs études. Ils jouent dans un premier groupe, The Screen Gemz, avant de fonder Freur,. La formation est complétée par Bryn Burrows, ancien batteur des Fabulous Poodles, Alfie Thomas à la basse et John Warwicker aux claviers.
Freur signe chez CBS, qui édite leur premier album Doot-Doot en 1983. Le morceau titre est produit par Holger Czukay, du groupe allemand Can, mais le label choisit de faire figurer la démo enregistrée par le groupe sur le single,. Doot-Doot est diffusé sur les radios étudiantes aux États-Unis sans rentrer au hit parade. Le morceau atteint la 59e place du UK Singles Chart, le classement des meilleures ventes au Royaume-Uni, et devient numéro un des ventes en Italie,. Les singles suivants ne figurent pas au hit parade et CBS met un terme au contrat du groupe, qui se sépare après la parution de l'album Get Us out of Here, sorti uniquement en Allemagne et aux Pays-Bas,.
L'album Doot-Doot est réédité au format CD en 1993 par le label américain Oglio Records. En 2009, Cherry Red réédite les deux albums de Freur sous la forme d'un double-CD. La même année, le single Doot-Doot est utilisé par Palm pour illustrer la campagne de lancement du Palm Pre. Il figure également dans un épisode de la série télévisée américaine Gossip Girl et dans la scène finale du film Vanilla Sky réalisé par Cameron Crowe

## Post-Freur
En 1987, Karl Hyde et Rick Smith forment Underworld. Deux anciens membres de Freur, Alfie Thomas et Bryn Burrows, font partie de la première incarnation du groupe. Après une décennie de relatif anonymat, leur musique est popularisée grâce au titre Born Slippy .NUXX figurant sur la bande originale du film Trainspotting, sorti en 1996,.

## Style musical et influences
Freur est considéré comme un groupe technopop durant ses années d'activité. Selon Karl Hyde, ils s'intéressent alors à la musique électronique et au dub et revendiquent plutôt l'influence de Kraftwerk et Brian Eno.

## Membres
- Karl Hyde - chant, guitare
- Rick Smith - claviers
- Alfie Thomas - basse, claviers
- Bryn Burrows - batterie
- John Warwicker - claviers

## Discographie

### Albums studio
- 1983 : Doot-Doot (CBS Records)
- 1986 : Get Us out of Here (CBS Records)